# おたコス
おたコスとは、かつて三重県多気郡多気町で開催されていたコスプレイベント。「日本最大級のロケーションコスプレイベント」を謳っていた。
おたコスとは「おいないTakiコスプレ祭」の略称であり、11月の開催については町内で行われる「おいない祭り」と同時開催されている。

## 概要
2014年11月、町おこしの一環としてはじまり、2019年7月の開催で10回を数える。主催は多気町商工会で、多気町の認知と若い世代を呼び込んでの地域活性化を目指している。会場は万協フィギュア博物館を主会場とし、町内の体育館や競技施設、学校、寺院、公園、森林などが使用され、夏には川ロケも実施される。
おたコス4（2015年11月7日（土）開催）では、コスプレイヤー600人近くとカメラなどの一般が来場。回を重ねるごとに参加者が増加している。
2024年6月10日、2024年は開催をしないことが決定し、本実行委員会を解散、おたコスの開催を終了することが発表された。

## 開催日
- おたコス1：2014年11月8日（土）[4]
- おたコス2：2015年1月17日（土）[4]
- おたコス3：2015年7月11日（土）[4]
- おたコス4：2015年11月7日（土）[4]
- おたコス5：2016年7月10日（日）[4]
- おたコス6：2016年11月6日（日）[4]
- おたコス7：2017年7月9日（日）[4]
- おたコス8：2017年11月12日（日）[4]
- おたコス9：2018年7月8日（日） - ニコニコ町会議 全国ツアー2018と共催[1]
- おたコス10：2019年7月7日（日）
- おたコス11：2019年11月10日（日）
- おたコス12：2023年7月27日（日）
- おたコス13：2023年11月12日（日）